# テレビほとんど冗談
『テレビほとんど冗談』（テレビほとんどじょうだん）は、1982年10月13日から1983年2月23日までテレビ東京で放送されたバラエティ番組である。放送時間は毎週水曜 19:00 - 19:54 (JST) 。

## 概要
村田英雄がジョギング姿で出演したり、植木等が川島なお美を相手にメロドラマに挑戦するなど、ユニークな構成で送るバラエティ番組。シャネルズ（後のラッツ&スター）がコントを繰り広げる「シャネルズコーナー」、コント赤信号やヒップアップ出演による「テレビマンガ THEヒーロー」など、4つのコーナーを紹介しながら番組を進行していた。

## 出演者
- シャネルズ（現・ラッツ&スター）
- ヒップアップ
- コント赤信号
- 高田純次
- ベンガル (俳優)
- ほか